# Japansk ansjos
Japansk ansjos (Engraulis japonicus) er en lille planktonspisende saltvandsfisk. Den findes i Stillehavet. Japansk ansjos indgår i familien Engraulidae. 